# Authentique (paléographie)
Pour les articles homonymes, voir Authentique.
Un authentique est une étiquette de parchemin attachée à une relique et qui permet de l'identifier et de l'authentifier.
On trouve aussi le terme employé au féminin : une authentique, qui offre l'avantage de le distinguer de l'adjectif substantivé (pour tout objet ou écrit authentique).
Au sens restreint, le terme d'authentique ne devrait s'appliquer qu'aux actes officiels par lesquels une autorité ecclésiastique garantit l'authenticité d'une relique, mais ce cas étant très rare, on l'emploie presque toujours pour désigner les simples étiquettes, sans auteur ni date, portant le nom du saint ou de la relique.